# HTC Explorer
O HTC Explorer, codinome Pico, é um smartphone desenvolvido pela HTC Corporation, anunciado em setembro de 2011 e lançado no mês seguinte. Por causa do processador de baixo custo, o serviço de aluguel de filmes HTC Watch e os efeitos de rolagem 3D nas telas iniciais não estão disponíveis. O aparelho vem em quatro variedades de opções de cores.Visualmente parecido com o HTC Wildfire S, o aparelho vem com uma tela de 3,2 polegadas, um processador de 600 MHz ARMv7 Qualcomm Snapdragon e roda o sistema operacional Android versão 2.3 (Gingerbread), e com o HTC Sense 3.5 (interface de usuário proprietária).

## Características

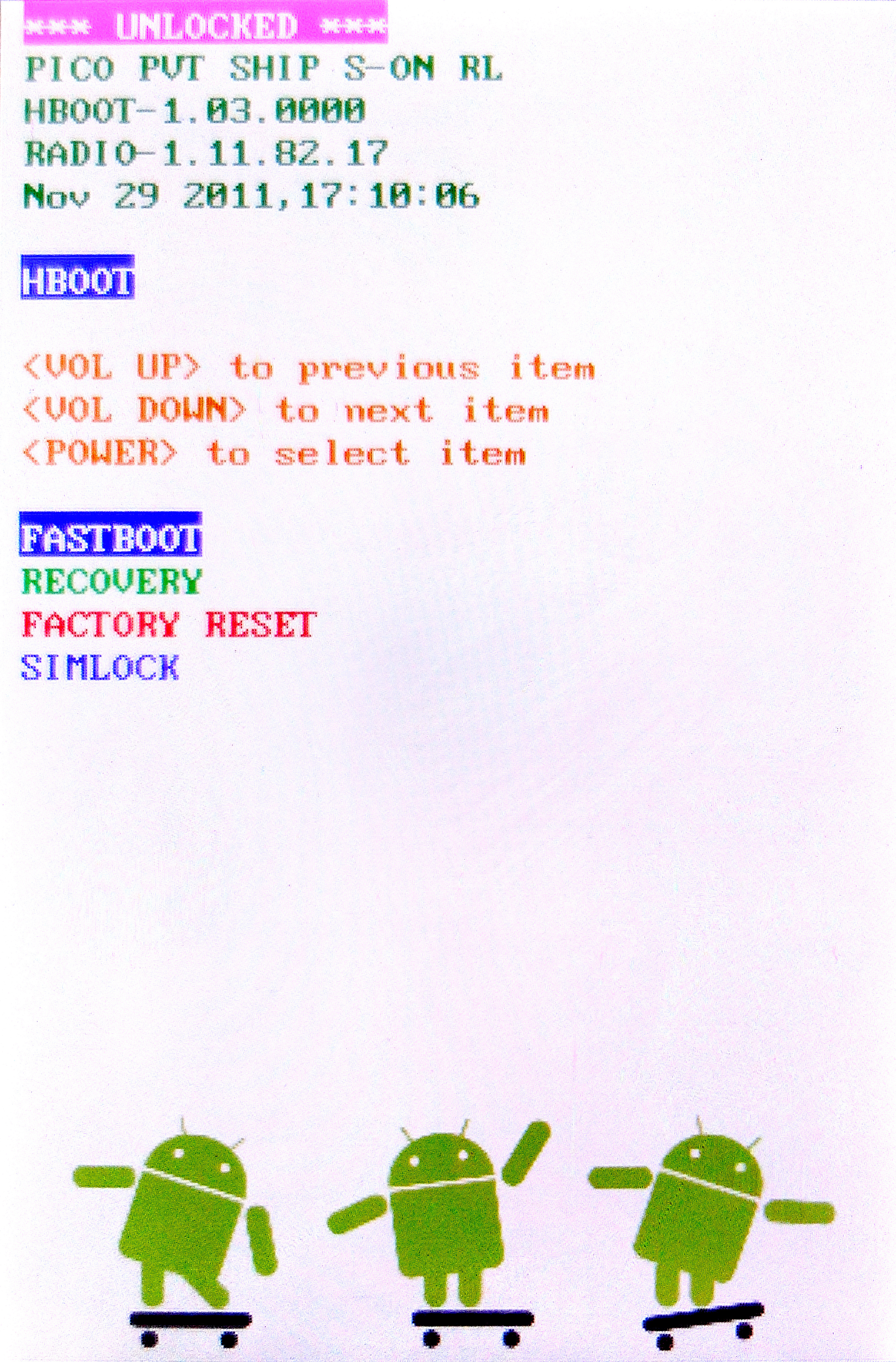
HTC Explorer com bootloader destravado

### Software
O HTC Explorer é considerado um smartphone de baixo custo, devido às suas especificações serem relativamente baixas. Ele vem com o Android 2.3 Gingerbread, com a interface gráfica HTC Sense 3.5, que é personalizada pelo fabricante. O bootloader do Explorer é destravado, permitindo que os usuários possam ganhar o controle privilegiado de superusuário do subsistema do Android.

### Hardware
O HTC Explorer tem um chassi de plástico de 102,8 milímetros de comprimento, 57,2 mm de largura e 12,9 mm de espessura, e pesa 108 g. A tela é multitoque TFT capacitiva de 3,2 polegadas, com suporte de 256K cores, e densidade cerca de 180 pixels por polegada. O dispositivo possui uma unidade de processamento central Cortex-A5 de 600 MHz single-core, e uma unidade de processamento gráfico Adreno 200 single-core, em conjunto com um acelerômetro e sensor de proximidade. Outras características incluem um microfone, GPS, e uma câmera traseira de 3,15 megapixels. A parte traseira do Explorer possui uma superfície de plástico estampado com uma borracha, textura de couro para ajudar os usuários de segurar e manter o dispositivo, e uma placa de metal escovado no centro da tampa traseira.